# PlayStation 4
« PS4 » redirige ici. Pour les autres significations, voir PS4 (homonymie).
La PlayStation 4 (abrégée officiellement « PS4 ») est une console de jeux vidéo de salon de huitième génération développée par Sony Computer Entertainment. Présentée le 20 février 2013, elle succède à la PlayStation 3 et se place en concurrence avec la Xbox One de Microsoft et la Wii U puis la Switch de Nintendo.
Elle est sortie le 15 novembre 2013 aux États-Unis et au Canada, le 29 novembre en Europe et en Australie, et le 22 février 2014 au Japon. La PlayStation 4 est équipée d’un lecteur Blu-ray et peut atteindre une définition Full HD (1080p) pour les jeux vidéo et Ultra HD pour les photos et vidéos. En 2016, à l'occasion de la sortie de deux révisions matérielles, le modèle original est remplacé par la PlayStation 4 dite « Slim » et la PlayStation 4 Pro.
Tout modèles confondus, la console s'est écoulée dans le monde à plus de 117 millions d’unités, ce qui en fait la cinquième console la plus vendue. Plus d'un milliard de jeux ont été vendus, ce qui fait de la PlayStation 4 la deuxième console de jeux vidéo de salon à atteindre un tel chiffre après la PlayStation 2,. Son jeu le plus vendu est Marvel's Spider-Man, dont les chiffres de ventes sont estimés à près de 22,7 millions de copies vendues sur ce support.
La PlayStation 5 lui succède en 2020, bien que la PlayStation 4 est toujours commercialisée en 2025.

## Histoire

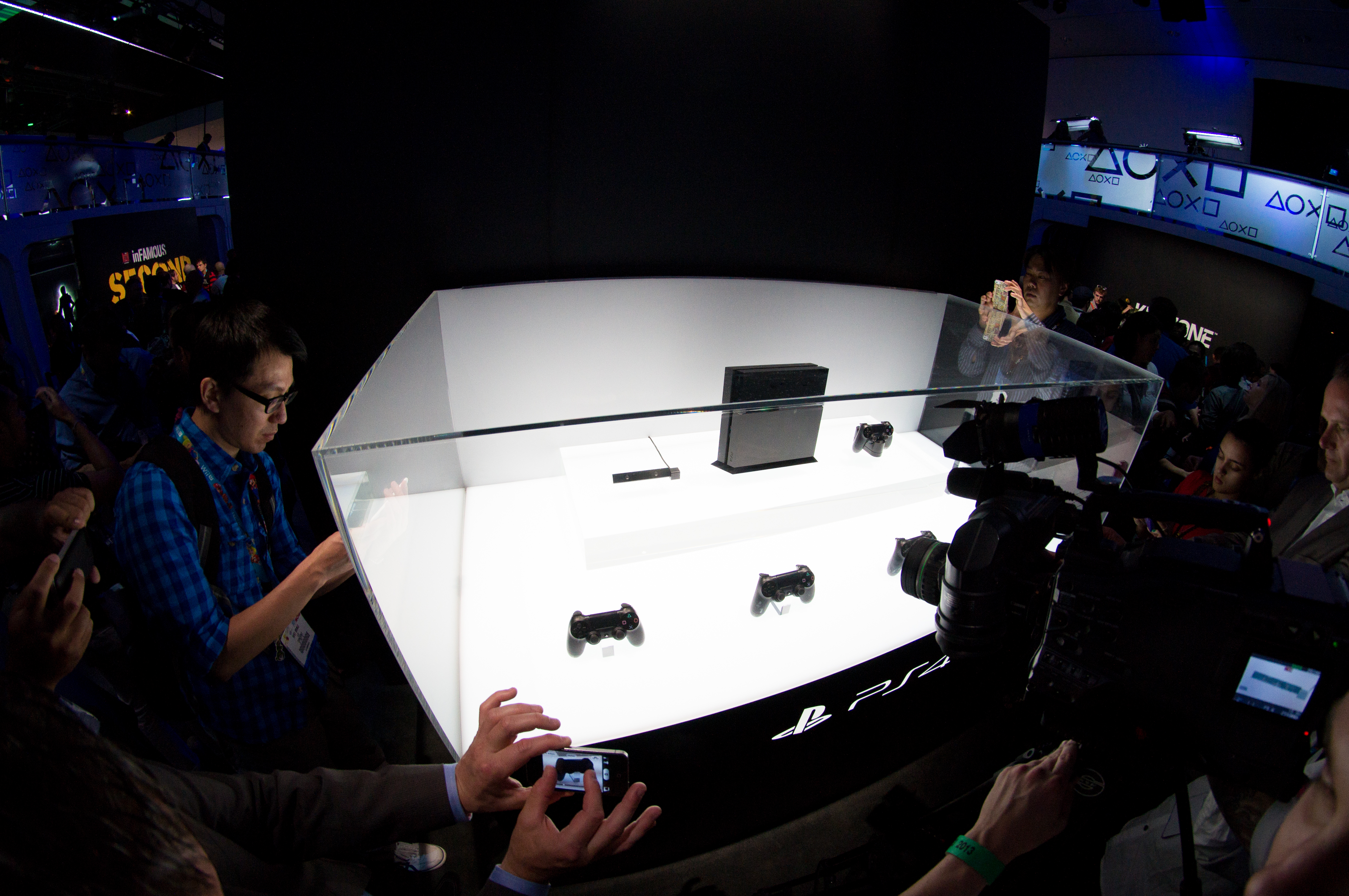
La PlayStation 4 présentée à l'E3 2013.

La PlayStation 4 est annoncée officieusement lors du Consumer Electronic Show (CES) à Las Vegas le 8 janvier 2013 par le vice-président de Sony Home Entertainment, Hiroshi Sakamoto. Selon ses dires, la console sera présentée avec certitude à l'E3 2013 ou, un peu avant, en mai. « C'est un grand secret. Mais nos collègues de la marque PlayStation se préparent. Je peux seulement dire que nous nous concentrons sur l'E3, prévu pour juin. L'annonce sera peut-être effectuée à ce moment, voire plus tôt en mai. ».
Certains sites Internet spécialisés annoncent sa probable présentation en février 2013, lors d'une convention exceptionnelle de Sony. Les rumeurs ne s'arrêtent pas là puisqu'un autre célèbre site/magazine certifie la sortie de la console en 2013.
L'existence de la console est officiellement annoncée par Sony le 20 février 2013, mais la console en elle-même n'est pas dévoilée. La présentation se focalise sur le nouveau modèle de la manette DualShock, le soutien d'éditeurs et de développeurs tiers, tels Blizzard et Bungie, la présentation de plusieurs jeux, Diablo III, Destiny et Watch Dogs, parmi lesquels figurent les exclusivités Killzone: Shadow Fall, quatrième épisode de la série Killzone, et inFamous: Second Son. Par ailleurs, Knack et DriveClub, deux titres originaux mettant en avant les caractéristiques et fonctionnalités de la console sont présentés.
La PlayStation 4 est officiellement dévoilée le 11 juin 2013 pendant la conférence de Sony lors de l'E3. Jeux et détails techniques y sont alors présentés ainsi que le design de la console. La firme nippone y annonce son positionnement face à la politique engagée par Microsoft sur sa Xbox One, notamment sur les questions de connexion obligatoire, de blocage des jeux d'occasions et du zonage de la console, en affirmant que cette politique ne serait pas la sienne. Quelques jours après cette annonce, Microsoft, subissant une pression de la part de son concurrent ainsi que de nombreuses critiques, décide d'annuler ces contraintes pour s’aligner sur la PlayStation 4.
En août 2013, plusieurs revendeurs comme Micromania, Fnac ou encore Amazon déclarent que la livraison de la console le jour de sa sortie ne serait plus garantie pour les nouvelles précommandes.
Au cours de la gamescom 2013, Sony annonce que la PlayStation 4 sera commercialisée le 15 novembre aux États-Unis et le 29 novembre en Europe.
C'est pendant leur conférence au TGS 2013 que Sony annonce que la PlayStation 4 sortira sur l'archipel japonais seulement le 22 février 2014.
Pour son lancement au Brésil en novembre 2013, la console est vendue pour la somme de 1 020 € (plus de trois fois le prix en Europe). Cette somme est liée à des coûts d'importations et de taxes qui reviennent entre 60 et 70 % du prix.

## Architecture matérielle

### Caractéristiques techniques

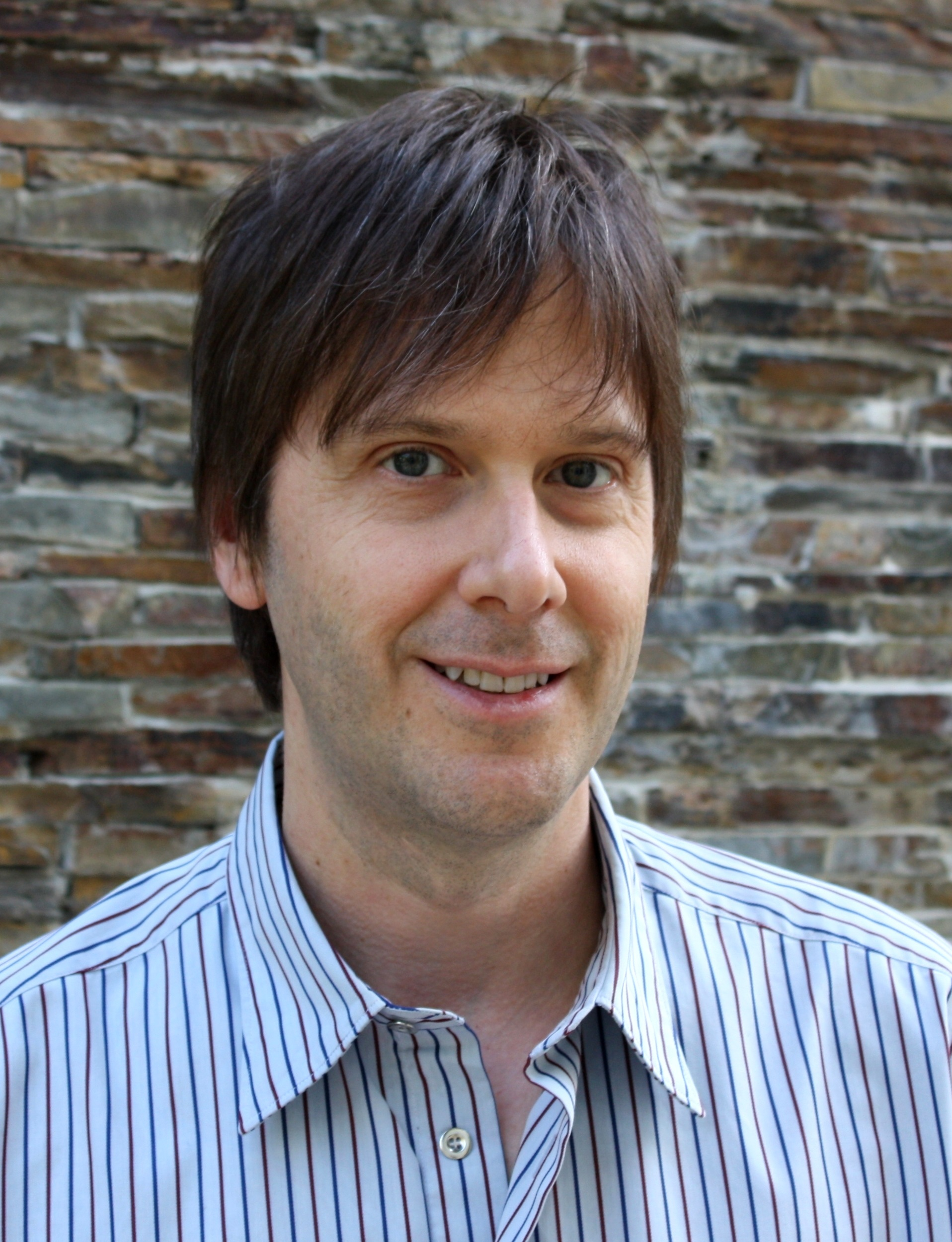
Mark Cerny est le concepteur de l'architecture de la PlayStation 4.

La console affiche les spécificités suivantes :
- Un processeur de la génération Jaguar d'AMD doté de 8 cœurs cadencés à 1,6 GHz avec jeu d'instructions x86-64 + un circuit graphique AMD Radeon de la génération HD 7000, à 800 MHz, doté de 18 cœurs graphiques cadencés à 800 MHz, chaque cœur embarque 64 unités de calcul pour un total de 1 152 unités de calcul (shaders) développant une puissance de calcul de 1,84 TFlops, le tout sur le même die ;
- Une mémoire vive unifiée (utilisable par le CPU et le GPU) de 8 Go de GDDR5 à 5 500 MT/s possédant une bande passante de 176 Go/s.
- Un disque dur amovible de 500 Go[19] ;
- Un lecteur Blu-ray 6× CAV (capable de lire les DVD en 8× CAV) ;
- Une prise Ethernet 1000BASE-T ;
- Une prise HDMI 1.4[20] ;
- Norme Wi-Fi 802.11n et Bluetooth 2.1.

La définition des jeux vidéo est en Full HD (1080p) dans la majorité des cas, tandis que les photos et les vidéos peuvent être lues en Ultra HD (2160p).
D'un point de vue matériel, la PlayStation 4 et la Xbox One partagent le même CPU/GPU, ainsi que la même quantité de mémoire, mais dans les faits et selon plusieurs comparatifs techniques, la PS4 offre des performances mémoires et GPU accrues sur sa concurrente directe,.
La mémoire RAM est utilisée aussi bien par l'OS que par les jeux. Toutefois, la console répartit l'utilisation mémoire de manière à favoriser les jeux avec une quantité garantie de 4,5 Go de RAM pour les jeux et 2,5 Go pour l'OS. Le reste (1 Go restant), est dit flexible et peut être utilisé aussi bien par l'OS que par les jeux. Cette information n'a toutefois pas encore été confirmée par Sony.

### Design

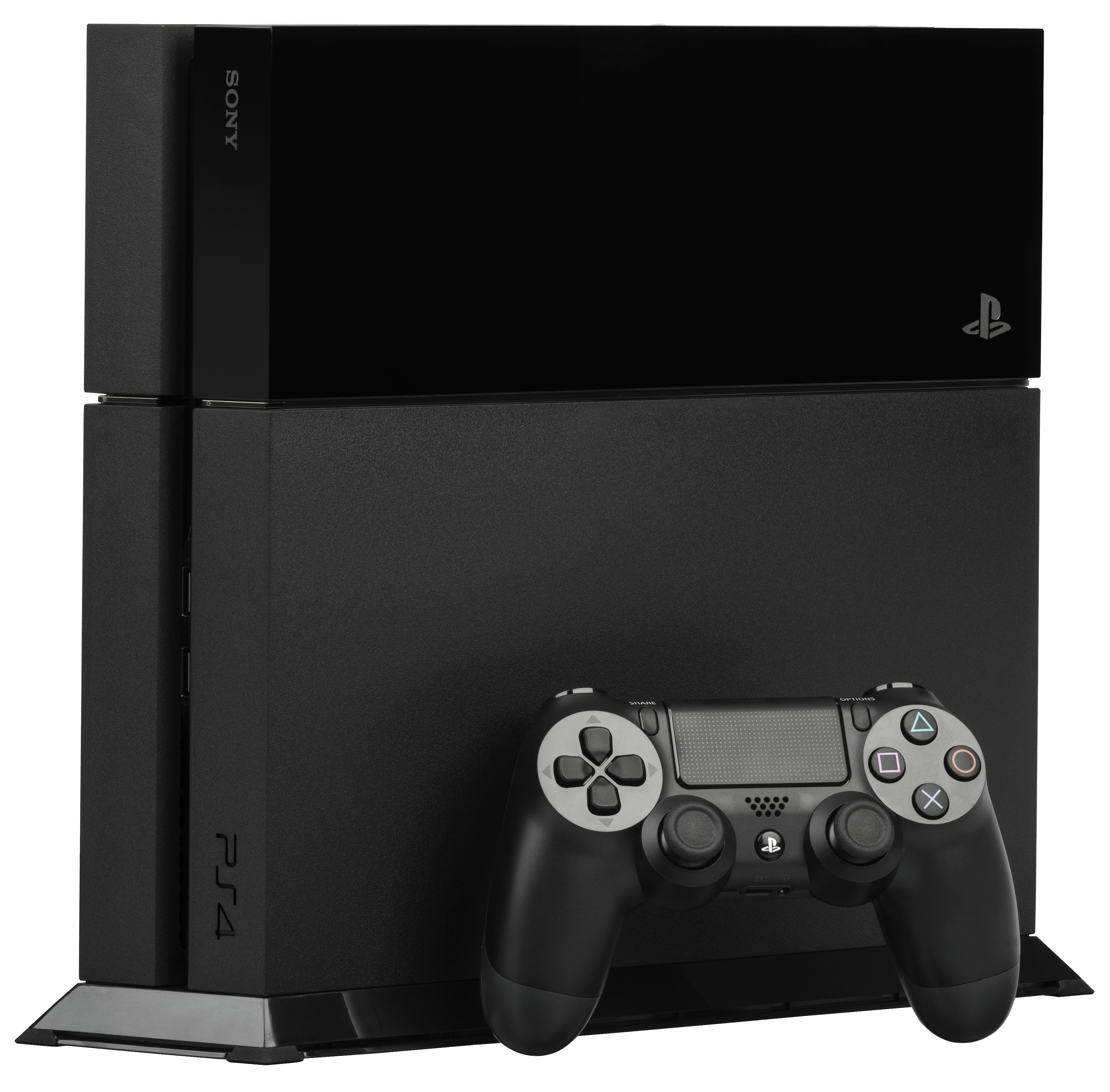
La première version de la PlayStation 4, ici positionnée verticalement.

Le design d'origine de la PlayStation 4 est révélé à l'E3 2013 ; la coque est en forme de parallélogramme, ou plus exactement de Parallélépipède découpé en deux dans le sens de la largeur par une tranchée, ou encoche, strictement centrale faisant tout le tour de la console, donnant l'impression visuelle de deux Parallélépipèdes identiques alignés et superposés. Dans l'enchoche centrale se trouvent, en façade, le lecteur Blu-ray de type « mange-disque », deux ports USB ainsi que les boutons « Power » et « Eject ». La console est de couleur noire avec des surfaces mates et brillantes séparées, dans le sens de la profondeur, par un sillon central, faisant lui aussi tout le tour de la console, d’où émane, sur la face du dessus, une barre de lumière, qui est blanche lorsque la console est allumée, bleue lors de l'allumage et de l'extinction de la PS4 et orange en mode veille ; le nom officiel de ce coloris est « Jet Black ». La console peut indifféremment être posée verticalement ou horizontalement. Cette esthétique est l'œuvre d'un jeune designer japonais employé chez Sony ; la PS4 a été dessinée en interne, la marque ayant choisi de ne pas recourir aux services de Teiyu Goto, qui avait jusqu'à présent signé les différents modèles de consoles de la firme. La console pèse 2,8 kg pour des dimensions de 275 mm en largeur, 305 mm en profondeur et 53 mm en épaisseur.
Ce design est généralisé par la suite, et les modèles de PS4 qui succèdent au modèle original conservent le « parallélépipède découpé ».

### Modèles

#### Modèle original
Le modèle original est, de façon rétroactive, surnommé la PS4 « Fat », pour la distinguer des modèles de PS4 qui lui succèdent.
Le premier modèle commercialisé lors du lancement de la console, ayant pour référence CUH-1000, puis CUH-1100, est équipé d'un disque dur de 500 Go, son prix est de 399 $ / 399 €. Des packs incluant jeux et accessoires supplémentaires sont également proposés lors de cette période de lancement.
Il a connu deux légères évolutions, le composant ainsi de trois variantes successives différentes. La première variante, parfois appelé « châssis C », dont la référence constructeur est CUH-1200, est annoncée en juin 2015. Elle est plus légère de 300 g et moins gourmande en énergie de 8 %. Contrairement à une information paru dans certains articles de presse, elle n'est pas plus fine que les variantes CUH-1000 et CUH-1100, le design étant strictement le même entre ces trois versions, à l'exception d'un changement de type de plastique pour le capot du disque dur: elle perd son côté brillant, pour une coque intégralement mate,. Parmi d'autres détails qui changent par rapport à la variante originale, les boutons Power et Eject ne sont plus tactiles et deviennent mécaniques.
À cette même période, un autre modèle - conservant lui les caractéristiques techniques de la version initiale de 500 Go - est ajouté dans la gamme avec une capacité de stockage s'élevant cette fois-ci à 1 To (son prix de vente est le même que la version 500 Go).

#### Révisions matérielles
Durant l'année 2016, Sony annonce deux nouveaux modèles de PS4 : une nouvelle PS4 slim ainsi que la PS4 Pro. Ils remplacent le modèle original, car Sony annonce en parallèle l'arrêt de la production de celui-ci. Avant cette annonce officielle, des rumeurs médiatiques évoquaient dans un premier temps la « PS4 Neo », avant d'envisager, dans un second temps, le fait qu'il puisse y avoir deux modèles, la « Slim » ainsi que la « Neo », qui correspond à celle qui sera officiellement appelée « PS4 Pro ».
Sur l'aspect design, ces deux nouveaux modèles ont en commun plusieurs choses : ils perdent le sillon central lumineux de la PS4 Fat, ils se distinguent par une identité à l'aspect « arrondi » des parallélépipèdes par rapport à l'aspect « anguleux » de la PS4 Fat (notamment au niveau des arrêtes des bords), et marquent l'introduction des « pieds PlayStation », où les pieds de la console ont la forme d'un des quatre logos Croix (), Triangle (), Carré () et Rond () gravés en relief sur la coque.

##### PS4 Slim

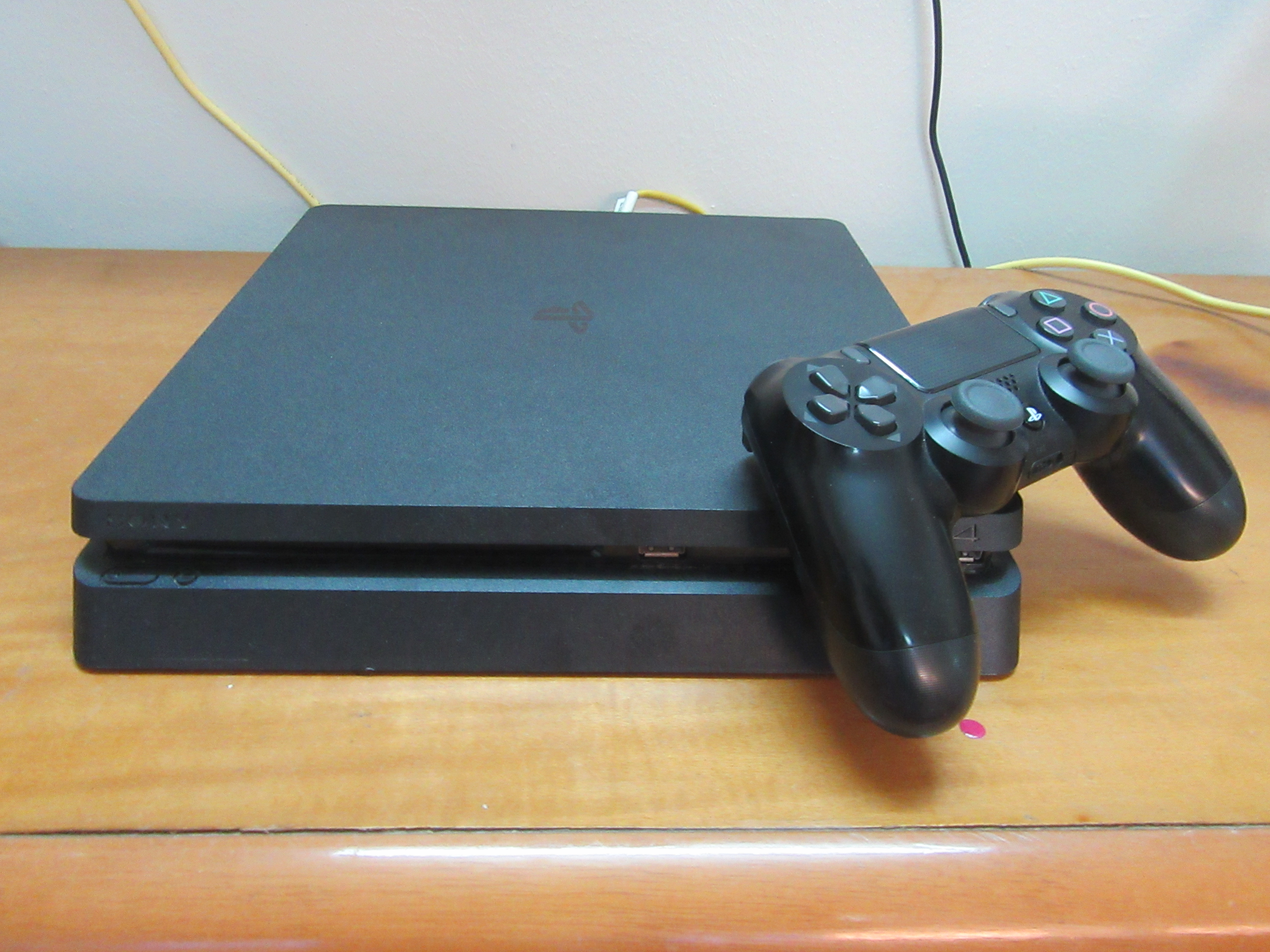
Modèle de PlayStation 4 Slim, posée à l'horizontale.

Septembre 2016 voit le lancement d'un nouveau modèle nommé officiellement PlayStation 4 ou PS4, et couramment PS4 « Slim » par les médias et le public, mais aussi par la firme Sony elle-même[réf. nécessaire]. Elle se distingue du modèle original par un nouvel aspect : le concept général du « double parallélépipède » est maintenu, mais ils sont de tailles différentes, avec l'inférieur plus gros que le supérieur. Sur l'aspect technique, elle possède des configurations similaires par rapport à la PS4 Fat avec cependant des améliorations du Wi-Fi (de 802.11 b/g/n à 802.11 a/b/g/n/ac), du Bluetooth (de 2.1 à 4.0) ainsi que des connectiques USB (de 3.0 à 3.1). Elle dispose également d'une taille et d'un poids réduits par rapport aux modèles précédents ainsi que de diverses modifications, l'une des plus marquantes étant la disparition de la prise S/PDIF-TOSLINK, la sortie optique. Cette nouvelle version est proposée avec un disque dur de 500 Go (sortie le 16 septembre) ou de 1 To (commercialisation le 28 septembre 2016).

##### PS4 Pro

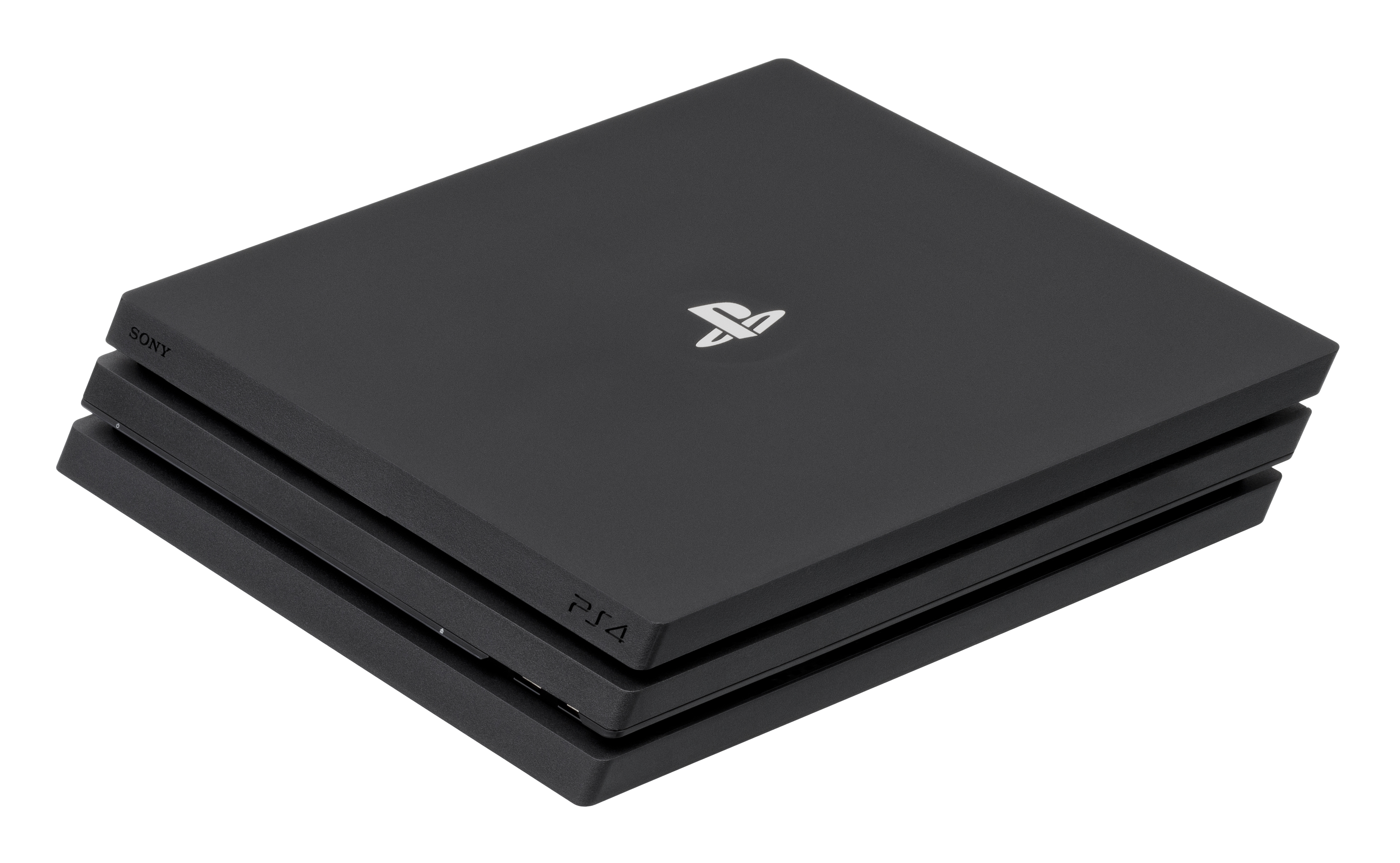
Modèle de PlayStation 4 Pro.

Le 10 novembre 2016, Sony lance une version plus puissante de la PS4, nommée officiellement PS4 Pro, permettant la compatibilité de certains jeux avec le format Ultra HD, ainsi qu'une exécution plus fluide de certains jeux par rapport aux PS4 « non-Pro ». Sur l'aspect, il s'agit d'un « triple parallélépipède » dont les trois parallélépipèdes font quasiment la même taille. La barre lumineuse a été déplacée en façade dans l'encoche inférieure, qui abrite aussi les deux ports USB 3.1 ainsi qu'une barre sur laquelle se trouvent les boutons « Power » et « Eject ». L'encoche supérieure abrite quant à elle le lecteur optique, toujours de type « mange-disque ». Sur l'aspect connectique, elle conserve les connectiques de la PS4 Fat tout en ayant une prise USB rajoutée à l'arrière.
Depuis une mise à jour du 28 mars 2017, la PlayStation 4 Pro peut lire des vidéos en 4K.
| Modèle  | PS4                                                       | PS4 Pro |
| ------- | --------------------------------------------------------- | --- |
| CPU     | AMD Jaguar (8 cœurs) 1,6 GHz                              | AMD Jaguar (8 cœurs) 2,1 GHz                                                                                           |
| GPU     | AMD Radeon 800 MHz avec 18 cœurs graphiques (1,84 TFlops) | AMD Radeon 911 MHz avec 36 cœurs graphiques (4,2 TFlops)                                                               |
| Mémoire | 8 Go GDDR5 avec bande passante de 176 Go/s                | 8 Go GDDR5 avec bande passante de 218 Go/s + 1 Go DRAM (principalement utilisées par les applications en arrière-plan) |

#### Tableau comparatif
| Fonctionnalité                       | Modèle 500 Go (NTSC / PAL)                                                        | Modèle 1 To (NTSC / PAL)                                                          | Modèle 500 Go (NTSC / PAL)                                                        | Modèle 1 To (NTSC / PAL)                                                          | Modèle 1 To Pro (NTSC / PAL)                                                      |            |
| ------------------------------------ | --------------------------------------------------------------------------------- | --------------------------------------------------------------------------------- | --------------------------------------------------------------------------------- | --------------------------------------------------------------------------------- | --------------------------------------------------------------------------------- | ---------- |
| Nom officiel                         | PS4                                                                               | PS4 Ultimate Player Edition                                                       | « Nouvelle PS4 »                                                                  | « Nouvelle PS4 »                                                                  | PS4 Pro                                                                           |            |
| Nom populaire                        | PS4 Fat                                                                           | PS4 Fat                                                                           | PS4 Slim                                                                          | PS4 Slim                                                                          | PS4 Pro                                                                           |            |
| Disque dur                           | 500 Go                                                                            | 1 To                                                                              | 500 Go                                                                            | 1 To                                                                              | 1 To                                                                              |            |
| Connectique USB                      | 2, USB 3.0                                                                        | 2, USB 3.0                                                                        | 2, USB 3.1                                                                        | 2, USB 3.1                                                                        | 3, USB 3.1                                                                        | 3, USB 3.1 |
| Port Auxiliaire (Playstation Caméra) | Oui                                                                               | Oui                                                                               | Oui                                                                               | Oui                                                                               | Oui                                                                               |            |
| Sortie audio optique (S/PDIF)        | Oui                                                                               | Oui                                                                               | Non                                                                               | Non                                                                               | Oui                                                                               |            |
| Connectivité Wi-Fi                   | IEEE 802.11 b / g / n                                                             | IEEE 802.11 b / g / n                                                             | IEEE 802.11 a / b / g / n / ac                                                    | IEEE 802.11 a / b / g / n / ac                                                    | IEEE 802.11 a / b / g / n / ac                                                    |            |
| Connectivité Bluetooth               | Oui, 2.1 (EDR)                                                                    | Oui, 2.1 (EDR)                                                                    | Oui, 4.0                                                                          | Oui, 4.0                                                                          | Oui, 4.0                                                                          |            |
| Rétrocompatibilité PS1, PS2 et PS3   | Non (disponible uniquement avec le PlayStation Plus Premium pour certains titres) | Non (disponible uniquement avec le PlayStation Plus Premium pour certains titres) | Non (disponible uniquement avec le PlayStation Plus Premium pour certains titres) | Non (disponible uniquement avec le PlayStation Plus Premium pour certains titres) | Non (disponible uniquement avec le PlayStation Plus Premium pour certains titres) |            |
| Disque compact / CD audio            | Non compatible                                                                    | Non compatible                                                                    | Non compatible                                                                    | Non compatible                                                                    | Non compatible                                                                    |            |
| DVD (vidéo)                          | Oui                                                                               | Oui                                                                               | Oui                                                                               | Oui                                                                               | Oui                                                                               |            |
| Blu-ray                              | Oui                                                                               | Oui                                                                               | Oui                                                                               | Oui                                                                               | Oui                                                                               |            |
| Blu-ray Ultra HD                     | Non (film en Ultra HD, disponible uniquement en dématérialisé)                    | Non (film en Ultra HD, disponible uniquement en dématérialisé)                    | Non (film en Ultra HD, disponible uniquement en dématérialisé)                    | Non (film en Ultra HD, disponible uniquement en dématérialisé)                    | Non (film en Ultra HD, disponible uniquement en dématérialisé)                    |            |
| HDR 10                               | Oui, dès la mise à jour 4.0 pour tous les modèles PS4                             | Oui, dès la mise à jour 4.0 pour tous les modèles PS4                             | Oui, dès la mise à jour 4.0 pour tous les modèles PS4                             | Oui, dès la mise à jour 4.0 pour tous les modèles PS4                             | Oui                                                                               |            |
| Accès au PSN                         | Oui, jeu en ligne payant                                                          | Oui, jeu en ligne payant                                                          | Oui, jeu en ligne payant                                                          | Oui, jeu en ligne payant                                                          | Oui, jeu en ligne payant                                                          |            |
| En vente                             | Non.                                                                              | Non.                                                                              | Non.                                                                              | Non.                                                                              | Non.                                                                              |            |
| Références                           | CUH-1000 CUH-1100 CUH-1200                                                        | CUH-1100 CUH-1200                                                                 | CUH-2000                                                                          | CUH-2000                                                                          | CUH-7000                                                                          |            |

### Manette
La DualShock 4 est la manette de la PlayStation 4 (référence : CUH-ZCT1) présentée le 20 février 2013 lors d'une conférence de Sony. Les changements ergonomiques et fonctionnels sont plus importants qu'entre les précédentes PlayStation, avec une forme plus arrondie, l’apparition d'un pavé tactile et le remplacement des boutons Start et Select par les boutons Share (« partager ») et Options. Il est possible d'utiliser le PlayStation Move de la PS3.
La DualShock 4 possède la vibration. Elle est équipée d'une barre lumineuse (chaque joueur pouvant choisir une couleur : bleu, vert, rouge ou rose) qui est exploité par la caméra pour le Move, cette dernière est activée en permanence.
Une nouvelle version de la Dualshock 4 (référence : CUH-ZCT2) est commercialisée fin septembre 2016, en même temps que la PS4 Slim. Elle peut être commercialement appelée « DualShock 4 v2 ». Le pavé tactile possède maintenant un rappel de la barre lumineuse, et on peut jouer en connectant la manette en USB, en plus de la charger. Elle est fournie avec toutes les PS4 commercialisées à partir de son lancement, et remplace, à terme, la version CUH-SCT1. Pour cette évolution de modèle, les boites de la manette vendue individuellement se distinguent de l'emballage des modèles précédents par une couleur de fond blanc sur le haut de la boite, alors que le fond est bleu sur le haut des boites du premier modèle de manette. Depuis octobre 2019, une mise à jour est disponible pour les manettes de la PS4. Grâce à cette mise à jour les manettes deviennent compatibles avec les systèmes Android via l’application « PS4 Remote Play ». Les utilisateurs peuvent diffuser l’écran de leur PS4 sur leurs smartphones en jouant avec leurs manettes.

La DualShock 4.
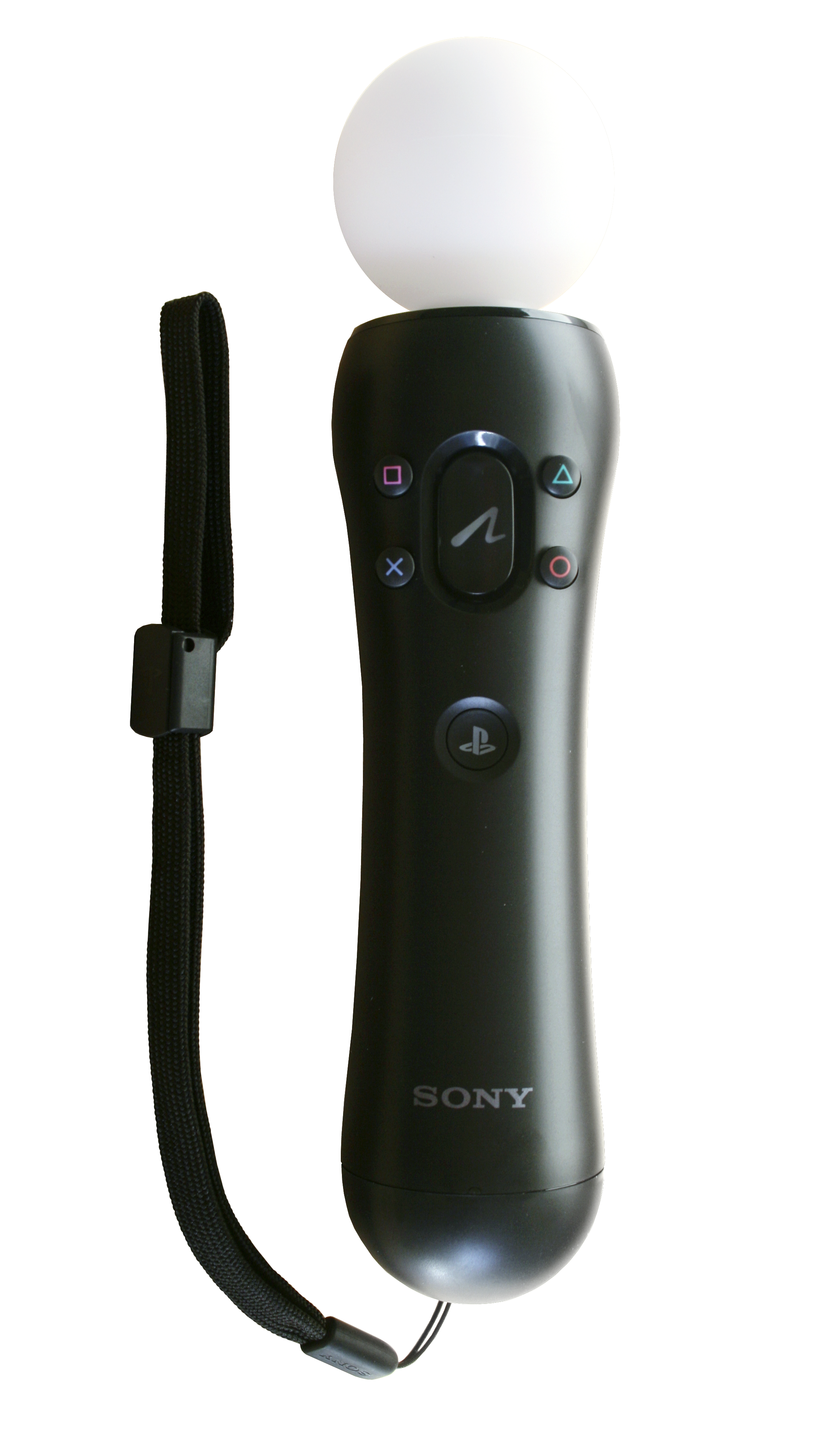
Le PlayStation Move.

### PlayStation Camera

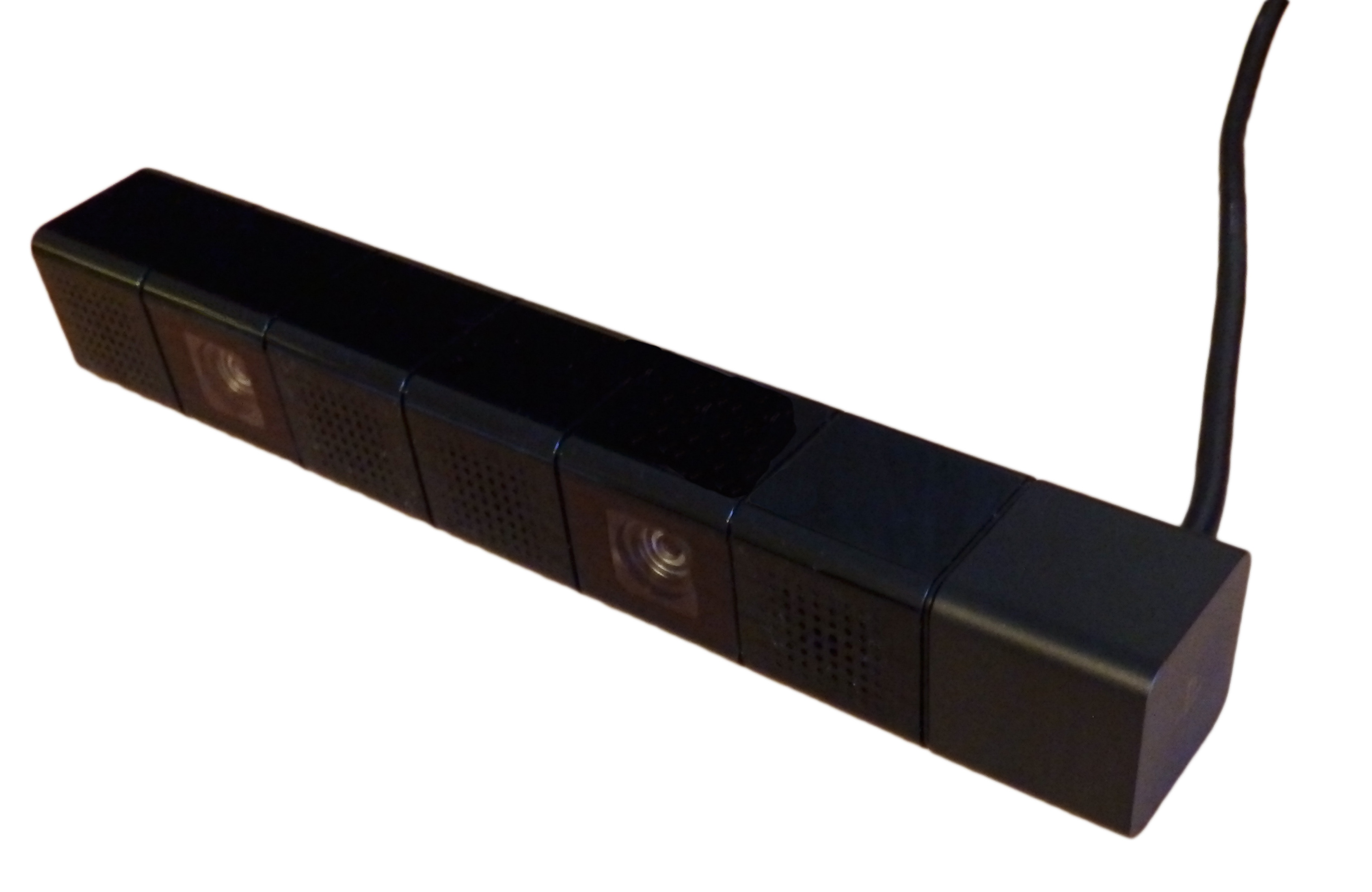
PlayStation Camera V1.

Le système de caméra PlayStation Camera est redessiné pour la PlayStation 4 par rapport à son prédécesseur. Il inclut désormais deux caméras ayant chacune une définition de 1280 × 800. Leurs lentilles fonctionnent avec une ouverture de f/2.0, une distance de mise au point minimale de 30 cm et un angle de vision de 85°. Quatre microphones sont aussi présents dans l'appareil. Ses dimensions sont 186 mm (largeur) × 27 mm (hauteur) × 27 mm (profondeur). La capture des images se fait au format RAW ou YUV (non compressé). Le PlayStation Camera peut être utilisé pour démarrer une session grâce à un système de reconnaissance faciale, ses micros peuvent également servir à la fonction de reconnaissance vocale pour lancer quelques commandes basiques (démarrer un jeu, éteindre la console, etc.). Une seconde version de la PlayStation Camera avec la sortie du PlayStation VR.

### PlayStation VR
Le 19 mars 2014, le Project Morpheus est officiellement dévoilé par Sony. Il s'agit d'un casque de réalité virtuelle équipé d'un seul écran OLED d'une définition de 1920 × 1080p et d'un champ visuel de 90°, le système le gère ensuite comme 2 affichages séparés de 960x1080p pour le rendu 3D. Le Project Morpheus est un prototype dont le développement débute en 2010 et se poursuit en 2014. Il est obligatoire de posséder la PlayStation Camera pour que le casque soit détecté, il est aussi possible de mettre à contribution la manette DualShock 4 et le PlayStation Move pour une meilleure expérience de jeu.
Le 15 septembre 2015, durant le salon Tokyo Game Show, Sony officialise le nom final de son projet de casque de réalité virtuelle : le PlayStation VR.

## Jeux
Jack Tretton, PDG de Sony Computer Entertainment of America, a déclaré que le prix des jeux se situera entre 0,99 $ et 60,00 $, que les jeux ne seront pas zonés pour faire en sorte que les consommateurs puissent acheter librement des jeux d'autres régions. En outre, les joueurs peuvent échanger, prêter, et revendre leurs jeux. Il leur est donc possible de revendre ou d'acheter des jeux d'occasion sans que la console ne vérifie si le jeu a été acheté neuf.
Sony espère rendre plus simple le développement de jeux indépendants pour la PlayStation 4. Lors de l'E3 2013, Sony a révélé que les éditeurs de jeux indépendants auront la possibilité d'auto-publier leurs titres sur le PlayStation Network pour la PlayStation 3, PlayStation 4 et PlayStation Vita. La société a annonce en outre au moins une dizaine de jeux indépendants qui feront leurs débuts sur la PlayStation 4 d'ici la fin 2013.
Outre les jeux en version physique qui sont disponibles chez les détaillants, tous les titres peuvent être téléchargés sur le PlayStation Network. Les joueurs peuvent se connecter à n'importe quelle console PS4 pour accéder à la totalité de leur jeux en version numérique.

### PlayGo
Le PlayGo permet un accès plus rapide aux jeux. Lorsque le titre est choisi en ligne, seulement une partie des données de jeu doit être transférée au système avant qu'il puisse être démarré (par exemple, le premier niveau), avec les parties restantes de téléchargement en cours de lecture, ce qui réduit le temps d'attente. Si les utilisateurs préfèrent jouer aux jeux directement via les versions physiques, la PS4 va installer les données sur le disque dur durant la lecture du Blu-ray, ce qui élimine les temps de chargement. De même, les mises à jour du système sont téléchargées de manière transparente en arrière-plan sans interruption. La PlayStation 4 intègre également une technologie qui vise à déterminer les tendances, y compris les titres qu'un joueur pourrait aimer puis de télécharger un petit pourcentage de ces jeux en arrière-plan, même en mode veille, afin de gagner du temps.

### Rétrocompatibilité
La PlayStation 4 n'est pas compatible avec les jeux en version physique des trois premières PlayStation.
Dès 2013, Sony prévoit de lancer un service de streaming via le cloud grâce à Gaikai, société acquise par Sony en juillet 2012. Le service permettra d'émuler et rendre les jeux des générations précédentes jouable sur PlayStation 4 et PlayStation Vita grâce à internet. Mais ce service n'est pas disponible au lancement de la console en Europe,.
Depuis 2014, la PS4 possède une nouvelle application nommée PlayStation Now. C'est un système de streaming de jeux qui permet à l'utilisateur de jouer à des jeux de PS3 sur sa PS4 avec un système d'abonnement payant,. Après une première bêta, le service est officiellement lancé en Amérique du Nord en janvier 2015. En Europe, après une première bêta réservée au Royaume-Uni courant mars 2015, une seconde bêta est lancée en mars 2016 pour plusieurs autres pays européens nécessitant une inscription préalable.

### Exclusivités
Sony est très impliqué dans la production de jeux exclusif à sa console. Sony essaie de proposer à ses joueurs au minimum un jeu exclusif par an, et ce grâce à ses PlayStation Studios (Polyphony Digital, Naughty Dog, Insomniac Games, Santa Monica Studio, Sucker Punch, Guerrilla Games, Media Molecule, Bend Studio, SIE Japan Studio, SIE London Studio, Evolution Studios) et partenaires tiers (Atlus, Cygames, Sega, Housemarque, Vanillaware, Bluepoint Games, Ready at Dawn, FromSoftware, Supermassive Games).
Le tableau suivant liste les principales exclusivités consoles Sony, certains des jeux pouvant être également disponibles sur PlayStation 5 ou Microsoft Windows.
| Date de sortie | Nom du jeu                             | Développeur          |
| -------------- | -------------------------------------- | -------------------- |
| Novembre 2013  | Killzone: Shadow Fall                  | Guerilla Games       |
| Novembre 2013  | Knack                                  | SIE Japan Studio     |
| Mars 2014      | Infamous: Second Son                   | Sucker Punch         |
| Juillet 2014   | The Last of Us Remastered              | Naughty Dog          |
| Octobre 2014   | DriveClub                              | SIE London Studio    |
| Octobre 2014   | Race The Sun (en)                      | Flippfly LLC         |
| Novembre 2014  | Little Big Planet 3                    | Sumo Digital         |
| Février 2015   | The Order: 1886                        | Ready at Dawn        |
| Mars 2015      | Bloodborne                             | FromSoftware         |
| Juillet 2015   | God of War III Remastered              | Santa Monica Studio  |
| Août 2015      | Until Dawn                             | Housemarque          |
| Octobre 2015   | Uncharted: The Nathan Drake Collection | Bluepoint Games      |
| Avril 2016     | Ratchet and Clank                      | Insomniac Games      |
| Mai 2016       | Uncharted 4: A Thief's End             | Naughty Dog          |
| Décembre 2016  | The Last Guardian                      | SIE Japan Studio     |
| Janvier 2017   | Gravity Rush 2                         | SIE Japan Studio     |
| Février 2017   | Nioh                                   | Team Ninja           |
| Mars 2017      | Horizon Zero Dawn                      | Guerrilla Games      |
| Juin 2017      | Wipeout Omega Collection               | SIE London Studio    |
| Août 2017      | Uncharted: The Lost Legacy             | Naughty Dog          |
| Août 2017      | Matterfall                             | Housemarque          |
| Août 2017      | Everybody's Golf                       | SIE Japan Studio     |
| Septembre 2017 | Knack 2                                | SIE Japan Studio     |
| Novembre 2017  | Hidden Agenda                          | Supermassive Games   |
| Octobre 2017   | Gran Turismo Sport                     | Polyphony Digital    |
| Février 2018   | Shadow of The Colossus                 | Bluepoint Games      |
| Avril 2018     | God of War                             | Santa Monica Studio  |
| Septembre 2018 | Marvel's Spider-Man                    | Insomniac Games      |
| Octobre 2018   | Astro Bot Rescue Mission               | SIE Japan Studio     |
| Novembre 2018  | Déraciné                               | FromSoftware         |
| Avril 2019     | Days Gone                              | Bend Studio          |
| Mai 2019       | Blood and Truth                        | SIE London Studio    |
| Octobre 2019   | Concrete Genie                         | Pixelopus            |
| Octobre 2019   | MediEvil                               | SCE Studio Cambridge |
| Février 2020   | Dreams                                 | Media Molecule       |
| Mars 2020      | Nioh 2                                 | Team Ninja           |
| Mars 2020      | Persona 5 Royal                        | Atlus (P Studio)     |
| Avril 2020     | Final Fantasy VII Remake               | Square Enix          |
| Juin 2020      | The Last of Us Part II                 | Naughty Dog          |
| Juillet 2020   | Ghost of Tsushima                      | Sucker Punch         |
| Novembre 2020  | Marvel's Spider-Man: Miles Morales     | Insomniac Games      |
| Février 2022   | Horizon II: Forbidden West             | Guerrilla Games      |
| Mars 2022      | Gran Turismo 7                         | Polyphony Digital    |
| 2022           | God of War: Ragnarök                   | Santa Monica Studio  |

## Services et logiciels
La console propose du jeu à la demande avec des services connectés avec Gaikai, Twitch et Ustream. La console peut se connecter avec la PlayStation Vita mais aussi avec des smartphones et des tablettes. L'interface de la PlayStation 4 se nomme « PlayStation Dynamic Menu », elle est conçue pour être simple, rapide, sociale et personnalisable.

### Jeu en ligne
Sony annonce, lors de l'E3 2013, que le multijoueur en ligne est payant sur PlayStation 4 par l’intermédiaire d'une souscription à son service, le PlayStation Plus. Cet abonnement est proposé suivant plusieurs formules — 7,99 € pour 30 jours, 24,99 € pour 90 jours ou 59,99 € pour un an — et permet d’accéder au jeu en ligne sur PS4, d'obtenir des jeux gratuitement pendant la durée de l'abonnement et d’accéder à des réductions et promotions exclusives.

### PlayStation Now
Le service de jeu à la demande Gaikai permet aux utilisateurs de tester un jeu vidéo en streaming sans téléchargement. Ceci permet donc aux développeurs de proposer leurs jeux en plusieurs parties. Ce service est lancé en 2014 sur la PS4 et la PS3 sous l’appellation PlayStation Now,.

### Partage de vidéos
Le bouton Share sur la manette DualShock 4 permet de partager des vidéos enregistrées pendant les 15 dernières minutes (60 depuis la mise à jour 4.0) de jeu. Il peut aussi démarrer une capture vidéo en appuyant deux fois sur le bouton « Share » et la terminer avant un quart d'heure. Cet enregistrement est réalisé grâce à une puce autonome pour ne pas affecter les performances du jeu lors de la partie. Si le joueur appuie sur Share, il ouvre un menu permettant de publier cette vidéo ou bien des captures d'écran en ligne.

### Streaming musical
En 2015, il est annoncé que le service de streaming musical Music Unlimited cède sa place à Spotify.

### Réseaux sociaux
En septembre 2015, Sony lance la version beta du dernier système d'exploitation pour PS4. Ce système d'exploitation rajoute des capacités sociales pour les joueurs qui peuvent maintenant diffuser en direct leur écran sur YouTube ou YouTube Gaming ou partager des vidéos de 10 secondes maximum sur Twitter.

## Ventes

### Console
| Date              | Total    |
| Date              | Hardware |
| ----------------- | -------- |
| 15 novembre 2013  | 1,0      |
| 1er décembre 2013 | 2,1      |
| 7 janvier 2014    | 4,2      |
| 4 mars 2014       | 6,0      |
| 16 avril 2014     | 7,0      |
| 12 août 2014      | 10,0     |
| 5 janvier 2015    | 18,2     |
| 4 mars 2015       | 20,0     |
| 30 juillet 2015   | 25,3     |
| 30 novembre 2015  | 30,0     |
| 1er novembre 2016 | 47,0     |
| 7 décembre 2016   | 50,0     |
| 4 janvier 2017    | 53,4     |
| 7 décembre 2017   | 70,6     |
| 9 janvier 2018    | 73,6     |
| 2 février 2018    | 76,5     |
| 27 avril 2018     | 79,0     |
| 9 août 2018       | 81,2     |
| 30 octobre 2018   | 86,1     |
| 8 janvier 2019    | 91,6     |
| 1er février 2019  | 94,2     |
| 26 avril 2019     | 96,8     |
| 30 juillet 2019   | 100,0    |
| 30 octobre 2019   | 102,8    |
| 31 décembre 2019  | 108,9    |
| 31 mars 2020      | 110,4    |
| 11 juin 2020      | 110,9    |
| 20 novembre 2020  | 111,2    |
| 12 février 2021   | 112,0    |
| 16 juin 2021      | 113,4    |
| 4 août 2021       | 114,0    |
| 30 octobre 2021   | 115,7    |
| 20 décembre 2021  | 116,3    |
| 1 février 2022    | 116,8    |
| 31 mars 2022      | 117,0    |
| 30 juin 2022      | 117,0    |

Le lancement de la PlayStation 4 aux États-Unis, le 15 novembre 2013, permet à la firme nippone de vendre plus d'un million de consoles en 24 [réf. nécessaire]. Après un lancement dans 32 pays, 15 jours plus tard, la PlayStation 4 s'est écoulée à 2,1 millions d'unités[réf. nécessaire]. Le 7 janvier 2014, Sony annonce avoir vendu 4,2 millions de PlayStation 4, score enregistré le 28 décembre 2013. Le 18 février 2014, Sony déclare avoir écoulé plus de 5,3 millions de sa dernière née au 8 février 2014 et ce avant même sa sortie au Japon. Un score dépassant les projections de ventes de Sony qui pensait vendre 5 millions de PS4 d'ici la fin du mois de mars 2014. Lors de son lancement au Japon le 22 février 2014, la PS4 s'est écoulée à plus de 309 000 exemplaires lors des deux premiers jours de lancement, ce qui en fait le troisième meilleur démarrage d'une console de salon depuis 15 ans, derrière la PS2 et la Wii. Le 4 mars 2014, Sony a annoncé avoir vendu plus de 6 millions de PS4 au 2 mars 2014 dont plus de 410 000 unités écoulées au Japon depuis sa sortie le 22 février 2014. Le 16 avril 2014, Sony dévoile de nouveaux chiffres de ventes avec 7 millions de consoles au 6 avril 2014 et plus de 20,5 millions d'exemplaires de jeux vendus au 13 avril 2014. Le 12 août 2014, lors de sa conférence à la gamescom, Sony annonce avoir vendu 10 millions de consoles.
Le 5 janvier 2015, Sony, par la voix de son patron Kazuo Hirai, annonce avoir vendu 18,5 millions de consoles Playstation 4. Le 4 mars suivant la console dépasse la valeur symbolique de 20 millions d'exemplaires écoulés. En Angleterre le 5 mai 2015 la PlayStation 4 s'est vendu à 2 millions d'exemplaires, ce qui est plus rapide que la PlayStation 2 en son temps. Le 30 juillet 2015, Sony annonce que la PlayStation 4 s'est vendue à 25,3 millions d'exemplaires au 30 juin 2015. La console franchit le cap des 30 millions d'unités à la fin novembre de la même année.
Le 1er novembre 2016, Sony annonce avoir vendu près de 47 millions d'exemplaires dans le monde, la console se rapprochant de la barre symbolique des 50 millions d'unités vendues. Finalement, le 7 décembre 2016, Sony confirme que la PlayStation 4 a dépassé la barre des 50 millions, toutes versions confondues.
Le 4 janvier 2017, Sony annonce avoir vendu plus de 53,4 millions de consoles au 31 décembre 2016, tandis que le nombre de consoles distribuées à cette même date s'élève à 57,1 millions. Le 7 décembre 2017, Sony annonce avoir vendu plus de 70,6 millions de consoles aux consommateurs au 3 décembre 2017.
Le 9 janvier 2018, Sony annonce avoir vendu plus 5,9 millions de consoles durant les fêtes de fin d'année, soit plus de 73,6 millions de consoles vendues à travers le monde à la date du 31 décembre 2017. Le 2 février 2018, Sony annonce avoir expédié plus de 76,5 millions de consoles dans le monde, Aujourd'hui la PS4 domine largement le marché des consoles de salon. Le 27 avril 2018, Sony annonce avoir vendu pas moins de 79 millions de consoles dans le monde. Le 30 juin 2018, Sony revendique avoir distribué 82,2 millions de PS4 dans le monde. Le 9 août 2018, Sony annonce avoir vendu plus de 81,2 millions de consoles dans le monde. Le 30 octobre 2018, Sony annonce avoir écoulé plus de 86 millions de consoles dans le monde.
Le 1er février 2019, Sony annonce avoir distribué 94,2 millions de PS4 dans le monde. Le 26 avril 2019, Sony annonce avoir distribué plus de 96,8 millions de PS4 dans le monde. Le 30 juillet 2019, Sony dévoile que sa console a dépassé la barre des 100 millions de machines dans le monde. Le 30 octobre 2019, Sony déclare avoir distribué 102,8 millions de machines dans le monde.
La 7 janvier 2020 lors du CES, Sony a dévoilé que sa console s'est vendue à plus de 106 millions d'unités dans le monde et 5 millions pour le PlayStation VR, les ventes de jeux ont atteint les 1,15 milliard.
Le 4 février 2020, Sony annonce que la PlayStation 4 a atteint les 108,9 millions d'unités à travers le monde à la date arrêtée du 31 décembre 2019.
Le 13 mai 2020, Sony annonce que les ventes de la console s'élèvent à 110,4 millions d'unités à travers le monde à la date arrêtée du 31 mars 2020.
Face à la pénurie de PlayStation 5 à laquelle fait face Sony après son lancement, le groupe japonais a indiqué poursuivre sa production de PS4 en 2022.
| Année | PS4   | XB1   | Wii U | Switch |
| ----- | ----- | ----- | ----- | ------ |
| 2013  | 4,50  | 3,07  | 5,29  |        |
| 2014  | 19,90 | 10,87 | 8,91  |        |
| 2015  | 37,70 | 19,24 | 12,31 |        |
| 2016  | 57,10 | 22,30 | 13,00 |        |
| 2017  | 76,50 | 31,50 | 13,50 | 14,86  |
| 2018  | 94,20 | 41,20 | 13,56 | 32,27  |
| 2019  | 108,9 | 46,1  |       | 52,48  |
| 2020  | 114,9 | 50    |       | 79,87  |
| 2021  | 116,9 |       |       | 103,54 |

### Jeux vidéo
Top 10 des jeux Sony les plus vendus :
| Rang | Titre                      | Année de sortie | Ventes (en millions) |
| ---- | -------------------------- | --------------- | -------------------- |
| 1    | Uncharted 4: A Thief's End | 2016            | 16,25                |
| 2    | Marvel's Spider-Man        | 2018            | 13,20                |
| 3    | The Last of Us Remastered  | 2014            | 12,00                |
| 4    | God of War                 | 2018            | 11,00                |
| 5    | Horizon Zero Dawn          | 2017            | 10,00                |
| 6    | Infamous: Second Son       | 2014            | 6,00                 |
| 7    | Gran Turismo Sport         | 2017            | 5,10                 |
| 8    | Ratchet & Clank            | 2016            | 4,85                 |
| 9    | Detroit: Become Human      | 2018            | 3,20                 |
| 10   | Bloodborne                 | 2015            | 2,00                 |

|      | En millions           | Q1 (Avr-Jui) | Q2 (Jui-Sep) | Q3 (Oct-Déc) | Q4 (Jan-Mar) | Total de l'année fiscale       | Total de l'année fiscale       | Ventes de matériel (année civile) | Ventes de matériel (année civile) | Matériel distribué (année civile)      | Matériel distribué (année civile)      | Différence | Total consoles non vendues |
|      | En millions           | Q1 (Avr-Jui) | Q2 (Jui-Sep) | Q3 (Oct-Déc) | Q4 (Jan-Mar) | Cumul                          |                                | Cumul                             |                                   | Cumul                                  |                                        | Différence | Total consoles non vendues |
| 2013 | Matériel informatique | /            | /            | 4,5          | 3,0          | 7,5                            | 7,5                            | 4,2                               | 4,2                               | 4,5                                    | 4,5                                    | 0,3        | /                          |
| 2013 | Logiciel              | /            | /            | 9,7          |              |                                |                                | 4,2                               | 4,2                               | 4,5                                    | 4,5                                    | 0,3        | /                          |
| 2014 | Matériel informatique | 2,7          | 3,3          | 6,4          | 2,4          | 14,8                           | 22,3                           | 14,3                              | 18,5                              | 15,4                                   | 19,9                                   | 1,1        | 1,4                        |
| 2014 | Logiciel              | /            | /            | /            | /            |                                | 81,8,                          | 14,3                              | 18,5                              | 15,4                                   | 19,9                                   | 1,1        | 1,4                        |
| 2015 | Matériel informatique | 3,0          | 4,0          | 8,4          | 2,3          | 17,7                           | 40,0                           | 17,4                              | 35,9                              | 17,8                                   | 37,7                                   | 0,4        | 1,8                        |
| 2015 | Logiciel              | /            | /            | /            | /            | 158,7                          | 158,7                          | 17,4                              | 35,9                              | 17,8                                   | 37,7                                   | 0,4        | 1,8                        |
| 2016 | Matériel informatique | 3,5          | 3,9          | 9,7          | 2,9          | 20,0                           | 60,0                           | 17,5                              | 53,4                              | 19,4                                   | 57,1                                   | 1,9        | 3,7                        |
| 2016 | Logiciel              | 36,7         | 50,1         | 80,5         | 50,6         | 217,9                          | 376,6                          | 17,5                              | 53,4                              | 19,4                                   | 57,1                                   | 1,9        | 3,7                        |
| 2017 | Matériel informatique | 3,3          | 4,2          | 9,0          | 2,5          | 19,0                           | 79,0                           | 20,2                              | 73,6                              | 19,4                                   | 76,5                                   | -0,8       | 2,9                        |
| 2017 | Logiciel              | 38,7         | 69,7         | 86,5         | 52,0         | 246,9                          | 623,5                          | 20,2                              | 73,6                              | 19,4                                   | 76,5                                   | -0,8       | 2,9                        |
| 2018 | Matériel informatique | 3,2          | 3,9          | 8,1          | 2,6          | 17,8                           | 96,8                           | 18,0                              | 91,6                              | 17,7                                   | 94,2                                   | -0,3       | 2,6                        |
| 2018 | Logiciel              | 40,6         | 75,1         | 87,2         | 54,7         | 257,6                          | 881,1                          | 18,0                              | 91,6                              | 17,7                                   | 94,2                                   | -0,3       | 2,6                        |
| 2019 | Matériel informatique | 3,2          | 2,8          | 6,1          | 1,5          | 13,6                           | 110,4                          | 14,4                              | 106,0                             | 14,7                                   | 108,9                                  |            |                            |
| 2019 | Logiciel              | 42,9         | 61,3         | 81,1         | 59,6         | 245,0                          | 1126,1                         | 14,4                              | 106,0                             | 14,7                                   | 108,9                                  |            |                            |
|      |                       |              |              |              |              | 1207,9 millions de jeux vendus | 1207,9 millions de jeux vendus |                                   |                                   | 110,4 millions de consoles distribuées | 110,4 millions de consoles distribuées |            |                            |